# Infliximab
L'infliximab (nome commerciale Remicade) è un anticorpo monoclonale chimerico contro il fattore di necrosi tumorale usato come farmaco per trattare le malattie autoimmuni.
Infliximab è stato approvato dalla Food and Drug Administration (FDA) per il trattamento della psoriasi, la malattia di Crohn, la spondilite anchilosante, artrite psoriasica, artrite reumatoide e la colite ulcerosa. Infliximab ha ottenuto la sua approvazione iniziale da parte della FDA per il trattamento della malattia di Crohn nell'agosto del 1998.
Infliximab è un anticorpo artificiale. È stato originariamente sviluppato nel topo con le normali tecniche per la produzione di anticorpi monoclonali. È stato poi modificato tramite tecniche di ingegneria genetica per renderlo simile a un anticorpo umano in modo da ridurne l'immunogenicità. La modifica consiste nella sostituzione della porzione costante dell'anticorpo di topo con quella della IgG1 umana.
Infliximab è stato sviluppato da Junming Le e Jan Vilcek alla New York University School of Medicine ed è commercializzato negli Stati Uniti da Centocor Ortho Biotech (Centocor), in Giappone da Mitsubishi Tanabe Pharma, in Cina Janssen Xian, e Schering-Plough (ora parte di Merck & Co). Infliximab costa circa 16.000 euro all'anno per paziente.

## Effetti collaterali
In Infezioni sistemiche i pazienti in cura con infliximab devono essere monitorati attentamente per il rischio di sviluppare infezioni, inclusa tubercolosi, fino a 6 mesi dopo la fine del trattamento (tempo necessario per l'eliminazione completa del farmaco dall'organismo). È necessaria cautela soprattutto in caso di pazienti con anamnesi di infezioni ricorrenti o con infezioni croniche e in caso di pazienti che vivono in zone in cui infezioni quali istoplasmosi e coccidiomicosi sono comuni. In alcuni casi le infezioni sviluppatesi durante la terapia con infliximab hanno avuto esito fatale. In caso di infezioni gravi o sepsi il trattamento con infliximab deve essere interrotto.
Il Tumor Necrosis Factor alfa (TNF-alfa) gioca un ruolo fondamentale nella risoluzione delle infezioni intracellulari; l'inibizione del TNF-alfa potrebbe compromettere le difese immunitarie dell'ospite. La sua soppressione può mascherare i sintomi dell'infezione e renderne più difficoltosa la diagnosi e il successivo trattamento.
In pazienti trattati con infliximab sono state segnalate tubercolosi (tubercolosi miliari, tubercolosi con localizzazione extrapolmonare), sepsi, polmonite, faringite invasiva, pneumocistosi, istoplasmosi, infezioni da citomegalovirus, infezioni da micobatteri atipici, listeriosi, aspergillosi.
Nelle Infezioni tubercolari latenti la riattivazione dell'infezione latente da Mycobacterium tuberculosis è una delle principali complicanze dei trattamenti con gli inibitori del TNF-alfa, più frequente con infliximab e adalimumab rispetto a etanercept (studi clinici caso-controllo). Prima di incominciare il trattamento con infliximab escludere la presenza di tubercolosi in fase attiva, condizione che controindica la somministrazione del farmaco. Pertanto prima di cominciare la cura con infliximab effettuare: anamnesi accurata del paziente, test cutaneo con tubercolina e radiografia del torace. Segni e/o sintomi riconducibili a tubercolosi comprendono tosse persistente, deperimento, perdita di peso, febbricola. 
Epatite C: sulla base dei dati di letteratura attualmente disponibili (limitati), la somministrazione di infliximab non sembra comportare un peggioramento dell'epatite C cronica. In caso di infezione in atto, la terapia antivirale non richiede la sospensione di infliximab
Nelle neoplasie maligne e malattie linfoproliferative i pazienti trattati con inibitori del TNF-alfa, l'incidenza di neoplasie maligne, soprattutto linfoma, è risultata maggiore rispetto al gruppo di controllo. Nei pazienti trattati con infliximab per artrite reumatoide o malattia di Crohn nei trial clinici l'incidenza di linfoma è risultato 6 volte (12 casi/10.000 pazienti-anno dopo follow up di 1,1 anni) quella osservata nella popolazione generale (dati aggiornati 2004).
In uno studio che ha valutato l'impiego di infliximab in pazienti con patologia polmonare cronica ostruttiva, il numero di casi di linfoma è stato più elevato rispetto al gruppo di controllo; tutti i pazienti, trattati e di controllo, erano forti fumatori.
L'infliximab è stato associato a comparsa di linfoma epatosplenico a cellule T (sorveglianza post-marketing) in adolescenti e adulti giovani (6 casi di cui 5 a evoluzione fatale su 27.000 pazienti con malattia di Crohn di età compresa fra 18 e 30 anni e su 10.000 pazienti di età inferiore a 18 anni nell'arco di tempo 1998-2006). Questo linfoma, raro, ha un decorso rapido e aggressivo, con esito fatale. Tutte le segnalazioni sono state riscontrate in pazienti in terapia con infliximab e azatioprina o 6-mercaptopurina.
Sulla base dei dati di letteratura e delle segnalazioni postmarketing raccolte, nell'aprile 2011 la FDA ha incominciato un'analisi del profilo di sicurezza, relativamente al rischio di tumore, dei farmaci anti-TNF nei pazienti con età uguale o inferiore a 30 anni.
Nell'insufficienza cardiaca la somministrazione di infliximab richiede cautela. La somministrazione del farmaco in caso di insufficienza cardiaca grave (classe NYHA III e IV) è controindicata. In studi clinici in cui infliximab è stato somministrato a pazienti con insufficienza cardiaca, è stato osservato un peggioramento della malattia cardiaca (incremento di mortalità e ospedalizzazione) soprattutto nei pazienti trattati con dosi elevate di farmaco (10 mg/kg).
In corso di vaccinazioni poiché infliximab è un farmaco con attività immunomodulante, la sua somministrazione nelle quattro settimane che seguono la vaccinazione con vaccini vivi attenuati è controindicata. Il problema relativo alle vaccinazioni riguarda soprattutto i pazienti pediatrici. I vaccini vivi attenuati comprendono: il vaccino morbillo-parotite-rosolia, il vaccino intranasale per l'influenza Fluenz, il vaccino orale per febbre tifoide, BCG, febbre gialla e antrace. Questi vaccini andrebbero somministrati prima del trattamento con infliximab. Poiché sono stati segnalati casi di varicella durante terapie con farmaci biologici anti-TNF-alfa, anche questo vaccino andrebbe somministrato prima del trattamento con infliximab e comunque non durante terapia immunosoppressiva. Poiché sono riportati in letteratura casi di riattivazione dell'epatite B in pazienti adulti HbsAg positivi in terapia con infliximab, in caso di vaccinazione antiepatite B dubbia è preferibile eseguire la vaccinazione, anche durante terapia con infliximab.
Nei pazienti sottoposti a intervento chirurgico l'impiego di infliximab è limitata. Considerare la lunga emivita del farmaco e il rischio connaturato di infezione. In pazienti trattati chirurgicamente per malattia di Crohn, la terapia con infliximab è stata associata a ritardo nella cicatrizzazione della sutura chirurgica.
In gravidanza l'esperienza dell'uso di infliximab è limitata, soprattutto sono scarsi i dati relativi allo sviluppo del sistema immunitario del bambino esposto in utero al farmaco, pertanto la somministrazione di infliximab in donne in età fertile richiede l'uso di valide misure contraccettive per tutta la durata della terapia fino a 6 mesi dal termine della stessa. Se però la somministrazione di infliximab in gravidanza si rendesse necessaria, i benefici del farmaco possono essere considerati superiori all'eventuale rischio fetale, in particolare nei primi 6 mesi della gravidanza. La FDA ha inserito l'infliximab in classe B per l'uso in gravidanza. 
Durante l'allattamento: la somministrazione di infliximab non esclude l'allattamento materno. Sulla base dei dati di letteratura disponibili l'infliximab è considerato un farmaco compatibile con l'allattamento al seno.

## Meccanismo d'azione
L'Infliximab è capace di legare il fattore di necrosi tumorale alfa (TNFα), una citochina proinfiammatoria che gioca un ruolo chiave nella reazione autoimmune.
Infliximab esplica la sua azione agendo da antagonista, l'anticorpo blocca infatti i siti di legame TNF, impedendogli il contatto con suo recettore (TNFR). TNFR è presente a livello della membrana cellulare di diversi tipi cellulari, ed è per questo che infliximab è adatto al trattamento di diverse patologie autoimmuni.

## Somministrazione
Infliximab è somministrato per infusione endovenosa, di solito a un intervallo di 6-8 settimane, presso una clinica o in ospedale. Non può essere somministrato per via orale, perché il sistema digestivo è
capace di idrolizzare le proteine.
Questo tipo di somministrazione prevede grandi dosi somministrate a intervalli medio-lunghi di tempo e determina un'ampia variazione della concentrazione del farmaco a livello sierico durante il trattamento.

## Alternative
Altri farmaci biotecnologici antagonisti del TNF sono l'Etanercept (Immunex), Adalimumab (Humira), e i più recenti Golimumab (Simponi), e Certolizumab pegol (Cimzia). Gli ultimi tre sono anticorpi monoclonali mentre il primo è una proteina chimerica derivata dal recettore TNFR e dalla porzione Fc di un anticorpo umano.

## Effetti indesiderati
- diarrea
- dispepsia
- dolore toracico
- rash
- bradicardia
- sincope
- colecistite
- edema
- pleurite
- confusione, agitazione, capogiri
- artralgia
- alopecia
- aritmie
- ipertensione
- nausea.

### Infliximab
- Medicina interna sistematica, Elsevier srl, 2010,  pp. 699–, ISBN 978-88-214-3109-8.
- Luigi Naldi e Alfredo Rebora, Dermatologia basata sulle prove di efficacia, Elsevier srl, 2006,  pp. 451–, ISBN 978-88-214-2799-2.
- (EN) Meaghan Elizabeth St. Charles, University of Maryland e Baltimore. Pharmaceutical Health Services Research, Gastroenterologists prescribing of infliximab for Crohn's disease: A national survey[collegamento interrotto], ProQuest, 2007,  pp. 6–, ISBN 978-0-549-43311-8.
- (EN) Manzoor M. Khan, Immunopharmacology, Springer, 24 ottobre 2008,  pp. 114–, ISBN 978-0-387-77975-1.
- (EN) Peter Irving, David Rampton e Fergus Shanahan, Clinical dilemmas in inflammatory bowel disease, Wiley-Blackwell, 21 luglio 2006,  pp. 74–, ISBN 978-1-4051-3377-7.
- (EN) Yoshiki Miyachi, Therapy of Skin Diseases, Springer, 3 novembre 2009,  pp. 33–, ISBN 978-3-540-78813-3.